# 庭月観音
庭月観音（にわつきかんのん）は、山形県最上郡鮭川村にある天台宗の寺院。山号は庭月山。本尊は聖観世音菩薩。正しくは庭月山月蔵院（ていげつさん がつぞういん）と称するが、一般的に庭月観音と呼ばれている。
鮭川河畔に位置しており、最上三十三観音霊場の打ち止めの地となっている。毎年8月18日に灯籠流しが行われており、庭月観音から鮭川に向けて灯篭が流される。その規模は、仏式としては東日本随一と言われる。

## 歴史
庭月観音は、戦国時代にこの地を支配した鮭延城主、佐々木（鮭延）貞綱の時代に創建されたと伝わっている。貞綱は観世音菩薩を信仰しており、鮭延城内に円仁（慈覚大師）作と伝えられる聖観世音菩薩像を安置していたが、それに対し、家臣の庭月利左衛門広綱が、「観音様は人々を苦しみから救う仏様なので、城内に安置せず、広く領民に礼拝させるべし」と進言し、貞綱がそれを聞き入れて鮭川河畔に観音堂を建てたのが創建と言われる。観音堂の所在地は、庭月利左衛門広綱にちなんで「庭月」と呼ばれるようになった。
江戸時代になり、最上家の家臣となっていた鮭延氏が、最上家の改易により佐倉、ついで古河へと移された後、庭月の地には戸沢氏が入り、新庄藩領となった。
観音堂は、鮭延氏の国替え及び鮭延城の廃城の頃に一時荒廃したが、1671年（寛文11年）、2代藩主戸沢正誠の発願により寄付を募り、現在の場所に遷移･再建された。1676年（延宝4年）に落慶法要が営まれ、その後、阿弥陀堂、おいずり堂など現存する堂宇が建立された。

## 建造物
- 山門（おかげ様門）
「自分が生きているのは数多くのお蔭さまを受けているからである」という教えから名づけられた。
- 仁王門
- 鐘楼
- 阿弥陀堂
- 千体佛堂
- 観音堂
- 本堂（おいずり堂）
おいずりは「笈摺」と書き、巡礼者が白衣装束の上に羽織る袖のない薄い衣のこと。巡礼の結願にご詠歌を行い、寺に笈摺を納めたことに由来する。
- 庭月観音資料館
- 光姫塚
光姫とは、斯波兼頼の子孫、最上頼宗の娘である。京都の公達、右衛門佐頼に請われて夫婦になったが、鮭川の領主、横川大膳国景に横恋慕され、恋心が募るあまり大膳は右衛門への刃傷沙汰を起こし、処刑されてしまう（岩波の乱闘事件）。大膳の死後、光姫は大膳の亡霊に悩まされるようになったため、剃髪して仏道に帰依し、最上三十三観音を巡って、偶然にも大膳ゆかりの、鮭川にある庭月観音で結願した。そのことを記念し、光姫の菩提を弔うための塚。

## 補足
- 庭月観音の敷地裏には、縄文時代の遺跡が残っている。
- 庭月観音から新庄城へと至る道は「猿鼻街道」と呼ばれており、近隣の住民にとっては重要な道であった。現在も、保存街道として辿ることが出来る。
- 庭月観音の鮭川を挟んだ対岸に当たる京塚地区には、鮭川歌舞伎が伝承されている。また、京塚は旧称が「経塚」であった。
- 庭月観音の目の前には、鮭川に掛かる「観音寺橋」がある。ここは暴れ川でもある鮭川が越水しやすいポイントであり、近年では、2004年（平成16年）の集中豪雨でも堤防を越水し、庭月観音周辺で冠水被害を起こしている。そのため、観音橋のたもとに国土交通省の監視カメラや水位計が設置され、自動観測を行っている。なお、観音寺橋が永久橋として完成したのは1966年（昭和41年）、それまでは渡し舟によって対岸と行き来していた。

## アクセス
鉄道
奥羽本線羽前豊里駅から車で5分程度。
車
新庄市から、山形県道308号曲川新庄線で15分程度。